# Мале, Антуан де, маркиз де Купиньи
Антуан де Мале (по испански — Антонио Мале), маркиз де Купиньи (исп. Antonio Malet, Marqués de Coupigny; 1761 — 26 июня 1825) — испанский военный офицер французского происхождения.

## Биография
Родился в Аррасе (провинция Артуа, Франция) в 1761 году. Сын Франсуа де Мале, маркиза Купиньи и капитана французского королевского флота. Происходил из французской дворянской семьи, пользовавшихся владениями Фукьер-ле-Ланс и Нуаэль. Они были графами Эну, а с августа 1765 года — маркизами Мале де Купиньи.
Получив испанское гражданство, Купиньи вступил в Испанскую королевскую гвардию в качестве кадета в 1776 году и был повышен до альфереса в том же году. В 1780 году он был повышен до альфереса гренадерского полка.
Он участвовал в Большой осаде Гибралтара в 1781 году и в Пиренейской войне, где был ранен. В 1781 году он был повышен до младшего лейтенанта, в 1786 году до лейтенанта, а в 1796 году до капитана Королевской гвардии.
В 1801 году маркиз де Купиньи участвовал в Апельсиновой войне, принимая участие в осадах Оливенсы и Журоменьи.
В начале Войне Третьей коалиции в 1805 году он был назначен командующим Кампо-де-Гибралтар.

## Пиренейская война
В 1807 году маркиз де Купиньи возглавил авангард испанской дивизии, вторгшейся в Португалию.
В 1808 году Junta Suprema повысила маркиза де Купиньи до фельдмаршала и генерал-лейтенанта. Получив под командование 2-ю дивизию Андалусской армии под командованием генерала Кастаньоса, войска Купиньи, около 7300 пехотинцев и 500 всадников , составили авангард испанских войск в решающей битве при Байлене.
Он сражался в битвах при Туделе (ноябрь 1808 г.) и Бельчите (июнь 1809 г.), получив в том же году звание командующего Королевской гвардией.
В январе 1809 года маркиз де Купиньи командовал 5121 солдатом 1-й дивизии Армии Центра; батальоны его дивизии участвовали в поражении при Уклесе (январь 1809 года).
После смерти генерала Рединга в апреле 1809 года маркиз де Купиньи принял временное командование армией Каталонии, от армии Теодора фон Рединга осталось всего 6000 человек. В апреле-июне 1809 года маркиз де Купиньо занимал должность временного генерал-капитана Каталонии, но он не помог народу Барселоны восстать против французов.
В 1811 году он командовал 4-й армией в Ла-Альбуэре, а когда Мануэль Лапенья был отстранён от командования в результате битвы при Ла-Альбуэре, маркиз де Купиньи был назначен командующим армией Андалусии.
В феврале 1812 года маркиз де Купиньи был назначен генерал-капитаном Балеарских островов. Он занимал этот пост до ноября 1813 года, когда он был уволен с занимаемой должности.

## Послевоенная карьера
В 1814 году, благодаря своей абсолютистской идеологии, маркиз де Купиньи был восстановлен в должности генерал-капитана Балеарских островов. После пронунциаменто 1817 года генералов Миланса дель Боша и Луиса де Ласи, маркиз де Купиньи приказал казнить Ласи, что привело к тому, что ему пришлось покинуть Майорку и свой пост в 1820 году, когда восстание под предводительством Рафаэля дель Риего вынудило короля Фердинанда VII восстановить Конституцию 1812 года, что привело к проведению Либеральному трехлетию. Когда в 1820 году был провозглашен трехлетний конституционный период, ему пришлось покинуть Майорку.
Антуан де Мале скончался в Мадриде 12 июня 1825 года.